# Guerras Genpei
Guerras Genpei (源平合戦 Genpei kassen, Genpei gassen?) es el nombre por el que se conoce a una serie de conflictos civiles que tuvieron lugar en el antiguo Japón, entre 1180 y 1185 (finales de la era Heian), y que enfrentó a los clanes Taira y Minamoto. La consecuencia directa de esta guerra civil fue la victoria del clan Minamoto y la consiguiente caída del Taira, lo que puso a los samuráis al mando político y militar de Japón, y permitió el establecimiento del primer shogunato en la historia japonesa, el Kamakura, encabezado por Minamoto no Yoritomo (1192).
El nombre Genpei (a veces, también, escrito Gempei) proviene de la unión de los kanjis de los clanes involucrados: Minamoto (源?) y Taira (平?). La lectura de los mismos, teniendo en cuenta tanto la kun'yomi (lectura japonesa) como la on'yomi (lectura china) es, para el primer clan, Genji y, para el segundo, Heike (cuya corrupción lo dejaría en Pei). El conflicto es conocido también en japonés como la Guerra Jishō-Juei (治承・寿永の乱 Jishō-Juei no ran?), que corresponde al nombre de las eras que transcurrieron, respectivamente, al inicio y al final de la guerra.
Las Guerras Genpei comenzaron cuando Minamoto no Yorimasa, líder del clan, apoyó a un candidato diferente al de los Taira para el trono imperial. La batalla de Uji, ocurrida en las afueras de Kioto, fue el comienzo de una guerra de cinco años que se desarrolló a lo largo de tres etapas configuradas alrededor de sendos conflictos: la primera etapa (junio de 1180) estuvo centrada en la llamada a las armas por parte de Yorimasa para recuperar para Mochihito el trono imperial que había quedado en manos de Antoku, nieto de Taira no Kiyomori. Esta rebelión fue sofocada rápidamente por los Taira pocos días después. La segunda etapa (septiembre de 1180), muerto Yorimasa, estuvo protagonizada por su sucesor, Minamoto no Yoritomo, y se extendió hasta mediados de 1181, cuando se proclamó un alto el fuego forzado por una hambruna en todo el país que duraba ya dos años. La tercera y última etapa se inició a comienzos de 1183 y terminó con la victoria del clan Minamoto en la batalla naval de Dan-no-ura de 1185, lo cual marca el final de la era Heian y el inicio del período Kamakura, lo cual supone la transición japonesa de la época clásica a la época feudal.

## Antecedentes

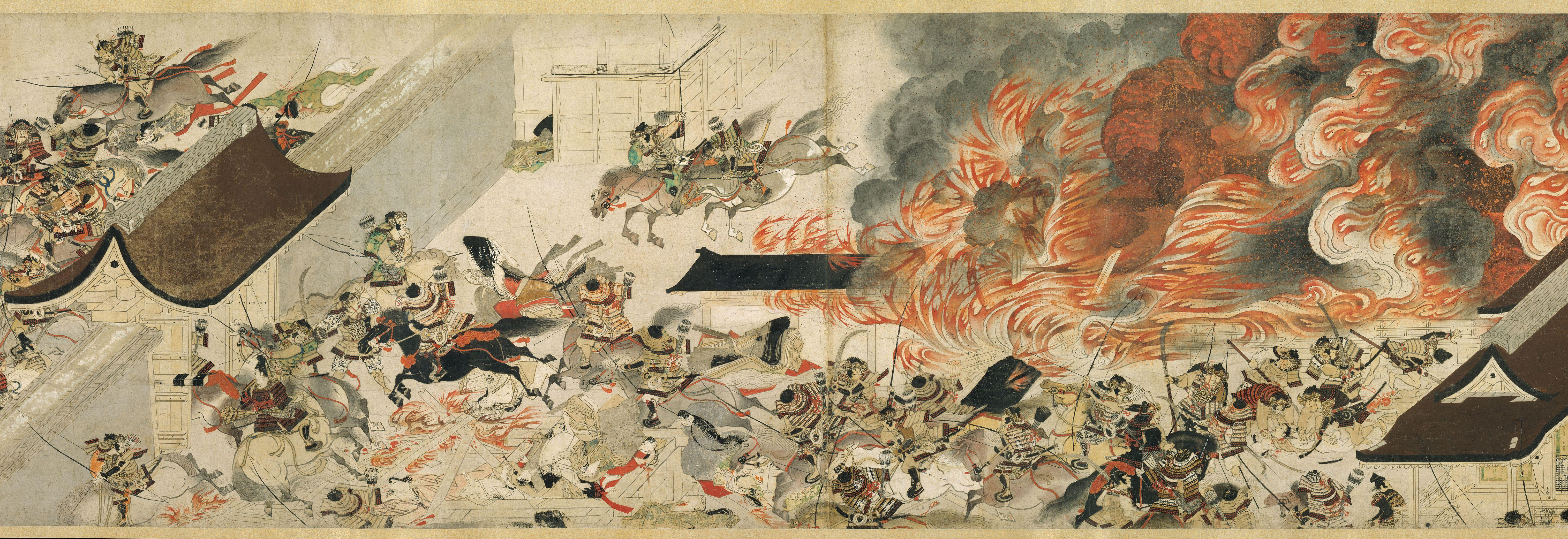
La rebelión Heiji (1159) y el posterior ascenso del clan Taira, fueron las causas principales de las Guerras Genpei, veinte años después.

Las Guerras Genpei son la culminación de un conflicto entre ambos clanes que duró veinticinco años, y en el que dilucidaba el dominio total sobre la Corte Imperial y, a su vez, el control de Japón. El dominio de los samurái dentro de la política japonesa había aparecido a partir de la Rebelión Hōgen de 1156, creado inicialmente por intereses entre la familia imperial, específicamente entre el Emperador Go-Shirakawa y el retirado Emperador Sutoku. Como consecuencia, la clase cortesana del clan Fujiwara fue desplazada, este clan dominó la Corte Imperial y sus miembros fungían como regentes del Emperador desde finales del siglo VIII; con el vacío del poder surgido por la rebelión aparecerían los clanes Minamoto y Taira a disputar dicho control, empero, la situación se agudizaría en 1159 con la Rebelión Heiji, que tendría un trasfondo similar entre disputas con el Emperador Nijō, respaldado por el clan Taira y el Emperador Go-Shirakawa, respaldado por el clan Minamoto.
En esta rebelión el clan Minamoto sufrió una emboscada de Taira no Kiyomori, líder del clan, y eventualmente los Minamoto fueron derrotados, ejecutando a Minamoto no Yoshitomo, líder de los Minamoto, los dos hijos mayores de este y Fujiwara no Nobuyori, quien estaba de parte de los Minamoto. Los tres hijos menores de Yoshitomo, Minamoto no Yoritomo, Minamoto no Yoshitsune y Minamoto no Noriyori, al ser muy pequeños, fueron perdonados y exiliados en lugares alejados de Japón y el Emperador Go-Shirakawa fue forzado a un retiro. Sin obstáculos, el clan Taira asumió el primer gobierno conformado por samurái en Japón a través de Taira no Kiyomori, quien asumió el puesto de Daijō Daijin (un puesto similar al primer ministro) en 1167 y comenzó a afincar el poder del clan dentro de la familia imperial mediante enlaces matrimoniales entre sus hijos y los príncipes.

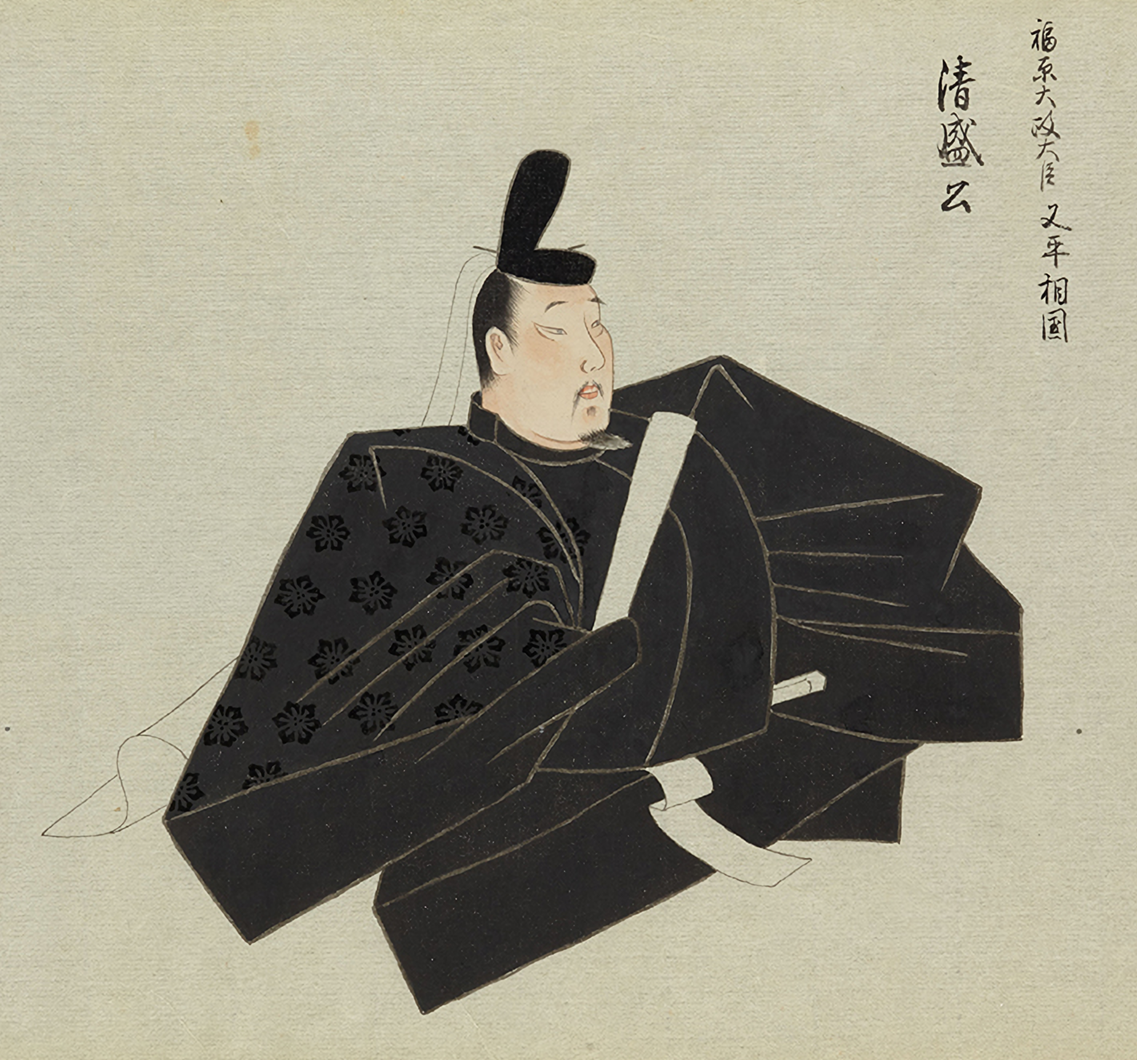
Taira no Kiyomori, líder del clan Taira y gobernante de facto de Japón desde el final de la Rebelión Heiji hasta comienzos de la guerra.

De igual manera los Taira tenían el control de cuándo el emperador debía abdicar; con la muerte del Emperador Nijō en 1165 su sucesor era su hijo el Emperador Rokujō quien fue coronado emperador a los siete meses de nacido, y fue forzado a abdicar en 1168 a la edad de tres años. Lo sucedió su tío, el Emperador Takakura, quien tenía seis años al ser coronado emperador, Kiyomori era su padrastro y fungía como su regente.
En 1177, las relaciones entre los Taira y el Enclaustrado Emperador Go-Shirakawa estaban en su máxima tensión y el emperador decidió planear un golpe de Estado contra Kiyomori, pero fracasó y le fue despojado de su título cuando Kiyomori eliminó el sistema Insei de los emperadores enclaustrados y nombrando a familiares suyos en los puestos gubernamentales. En 1178 Kiyomori designó a su nieto e hijo del Emperador Takakura, Tokihito, como príncipe de la corona y sucesor al trono imperial, cuando apenas tenía un año de nacido. El 21 de marzo de 1180, el Emperador Takakura abdicaría a la edad de dieciocho años y sería sucedido por Tokihito, que recibiría el nombre de Emperador Antoku, de apenas un año y medio de edad.
Esto provocó un disgusto generalizado entre los opositores de los Taira, ya que prácticamente el Emperador era un descendiente directo del clan. El Emperador Go-Shirakawa, en un intento de restablecer el orden en la familia imperial, acude ante su hijo el Príncipe Mochihito para hacer un pacto de alianza con el clan Minamoto, el mismo que lo respaldó en las dos rebeliones anteriores, y luchar en nombre de él contra los Taira. El líder del clan Minamoto en ese momento era Minamoto no Yorimasa de 74 años, quien se había mantenido neutral en la Rebelión Hōgen, pero que estuvo a favor de los Taira en la Rebelión Heiji y era amigo de Kiyomori; sin embargo, en 1179, observando la tensa situación se retira del ejército de Kiyomori y asume el liderazgo del clan que había traicionado. El 5 de mayo de 1180 hizo un llamamiento a todos los clanes de samurái y los monasterios budistas (Kiyomori ejecutó una campaña de destrucción de templos budistas) a que se rebelaran contra Kiyomori.
En junio del mismo año, Kiyomori trasladó la capital imperial de Kioto a Fukuhara (actual Kōbe), en un intento de promover el comercio con la China de la dinastía Song. El día  quince del mismo mes, el Príncipe Mochihito abandonó Kioto para refugiarse en el templo budista de Mii-dera, en un intento de iniciar lo más pronto posible la rebelión.

## Cronología de las guerras

### 1180

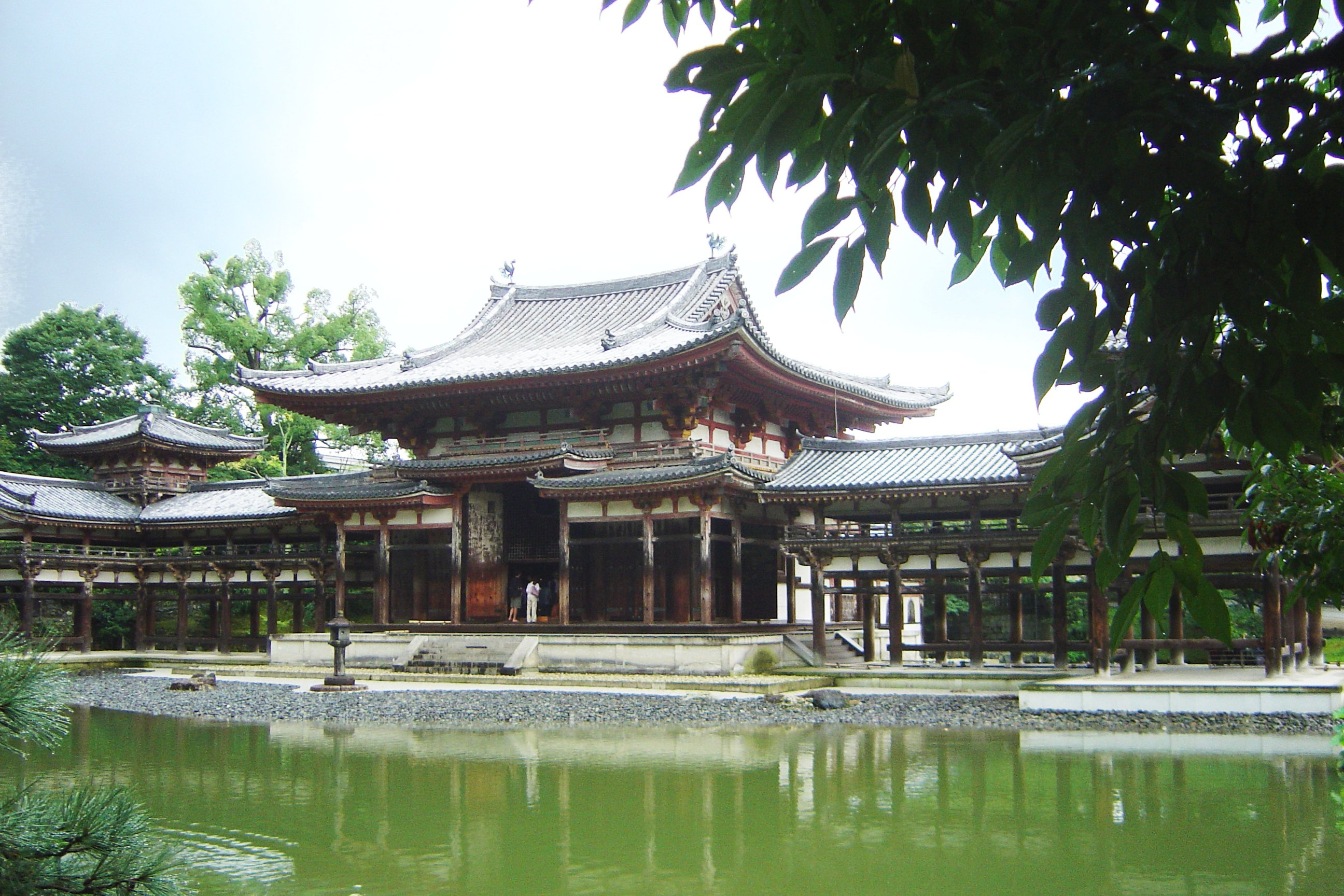
El Salón del Fénix del templo Byōdō-in en Kioto, lugar donde Minamoto no Yorimasa cometería el seppuku. Sería el primer caso registrado de suicidio de un samurái en la historia japonesa.

Con el alzamiento de los opositores al clan Taira, Kiyomori pidió el arresto del Príncipe Mochihito, artífice de la rebelión, quien se había refugiado en el templo de Mii-dera, en la actual  ciudad de Ōtsu, prefectura de Shiga. El problema era que algunos monjes del templo tenían simpatías con los Taira, las fuerzas del clan Minamoto habían atrasado la defensa del templo. Esto obligó a que Yorimasa y el Príncipe Mochihito, junto con el ejército del clan Minamoto y varios monjes guerreros (sōhei) del templo que se unieron a la causa, decidieron trasladarse a la ciudad de Nara, al sur.
Cruzaron el río Uji, cerca del templo Byōdō-in tratando de evitar en lo posible encontrarse con el ejército Taira. No obstante los Taira los cercaron y se desencadena la primera batalla en esta guerra, la primera batalla de Uji. En el Heike Monogatari se relata que los monjes lucharon con arcos y flechas, una variedad de espadas, dagas y naginata. Pero el clan Taira venció en esta batalla y capturó a Yorimasa y al Príncipe Mochihito; Yorimasa, al ser derrotado prefirió cometer el seppuku, un ritual donde escribiría una última poesía y luego se suicidaría, dando inicio a una práctica que sería una forma honorable de morir hasta la Segunda Guerra Mundial; Mochihito sería ejecutado después por el clan Taira.
Al morir los principales ejecutores de la rebelión, el clan Taira se enfocó en destruir e incendiar el Mii-dera y decidieron extender el ataque hacia la ciudad de Nara, donde era el lugar donde se iban a reunir las fuerzas opositoras a los Taira. Taira no Shigehira y Taira no Tomomori, hijos de Kiyomori, elaborarían el sitio de la ciudad. No obstante los sōhei de Nara decidieron defenderse y pusieron barricadas y defensas improvisadas en la ciudad; teniendo arcos, flechas y naginata como armas. El clan Taira se desplazó en caballo y tenían ventaja estratégica, y quemaron los templos budistas de Kōfuku-ji y Tōdai-ji, destacando la destrucción del Daibutsu del Tōdai-ji; apenas el Enryaku-ji pudo repeler el ataque y permanecer intacto. El incendio provocó la devastación de gran parte de la ciudad y dejó alrededor de 3500 personas muertas entre civiles y monjes.
A partir de este punto los Taira habían sofocado casi en su totalidad la rebelión, no obstante el liderazgo del clan Minamoto había sido restablecido por Minamoto no Yoritomo en septiembre, quien habiendo llegado a su edad adulta, escapó del exilio y pudo reorganizar la rebelión con el apoyo del clan Miura, tratando de vengar a los Taira en la muerte de su padre y hermanos mayores, muertos veinte años atrás y por los sucesos en Uji y Nara; así Yoritomo lanzó una nueva declaración de guerra contra los Taira. Cuando Kiyomori se enteró de que Yoritomo había abandonado Izu, lugar de su exilio, y que estaba en el Paso de Hakone, asignó a Ōba Kagechika, un samurái vasallo, a que ejecutara un ataque sorpresa y detuviera su avance. La batalla se realizaría en las afueras de la base central de Yoritomo, en la localidad de Ishibashiyama, cerca del Monte Fuji, el 14 de septiembre de 1180; forzando a los Minamoto a retirarse y obteniendo la victoria el clan Taira.
En vista del fracaso de la batalla de Ishibashiyama, Yoritomo atraviesa el Monte Fuji hacia la provincia de Suruga y la provincia de Kozuke en el norte, para hacer alianzas con el clan Takeda y el clan Kai, respectivamente. Con el ejército de Yoritomo reforzado aparece el ejército Taira comandado por Taira no Koremori, nieto de Kiyomori, en la localidad de Fujigawa el 9 de noviembre, quienes en un confuso incidente decidieron retirarse sin comprometer a las fuerzas del clan Minamoto. Debido a la incertidumbre de la situación en el país, Kiyomori decidió trasladar la capital imperial nuevamente a Kioto en el mes de noviembre. A finales de noviembre el clan Oba decide aliarse con los Minamoto, mientras que en diciembre Yoritomo derrotó al clan Satake, quienes estaban poco dispuestos a seguir con el clan Minamoto.

### 1181

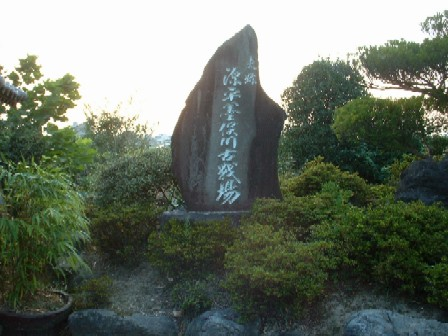
Sitio exacto de la batalla de Sunomata (1181)

Para 1181 la disputa entre ambos clanes seguía tensa, pero Kiyomori estaba demasiado enfermo como para poder seguir liderando el clan y falleció el 20 de marzo a los 73 años. Su hijo, Taira no Munemori, se convertiría en el nuevo líder del clan; esta situación fue aprovechada por los Minamoto para plantear una batalla sorpresa contra el hermano del nuevo líder, Taira no Tomomori. Minamoto no Yukiie, tío de Yoritomo fue el encargado de realizar la emboscada; en la localidad de Sunomatagawa, provincia de Owari, el 25 de abril. No obstante, en la escaramuza los Taira pudieron repeler el ataque, aun cuando la batalla de Sunomata se realizó en la noche. Yukiie y sus hombres tuvieron que retirarse del lugar hacia el río Yahagigawa, donde destruirían el puente sobre el río y harían una muralla defensiva. En el río se presentó la batalla de Yahagigawa; pero el ejército de Tomomori logró poner en retirada a los Minamoto. Sin embargo, Tomomori se encontraba enfermo y decidió no seguir persiguiendo al ejército de Yukiie.
No obstante, las disputas iban a menguar debido a que en ese año hubo escasas cosechas y la hambruna azotó el país. Así, en septiembre, Yoritomo sugirió que el país debería ser dividido en dos regiones, una dominada por los Taira y otro por los Minamoto; la Corte Imperial vio con algo de agrado la idea, pero el clan Taira se negó rotundamente.
Adicionalmente Minamoto no Yoshinaka, primo de Yoritomo y quien sufrió su misma suerte, siendo adoptado por el clan Kiso (también Yoshinaka fue conocido con el apellido Kiso), aprovechó la tensa calma para luchar contra los Taira en la región norte, dominando las provincias de Shinano y Musashi. Esto originó una serie de fricciones entre  Yoritomo y Yoshinaka, en la que el primero respetaría los dominios del segundo, a cambio que Yoshinaka aceptara el liderazgo de Yoritomo dentro del clan. Aparte de estos hechos no habría batalla alguna hasta 1183.

### 1183
Para este año la situación política no había cambiado: el Emperador Antoku aún gobernaba y su regente era su tío Taira no Munemori; mientras que el clan Minamoto no había logrado una victoria decisiva en las batallas y había relaciones tensas entre los principales miembros, Yorimoto y Yoshinaka. En marzo, Yoritomo tenía pensado batallar contra Yoshinaka y derrotarlo, pero era evidente que su primo también estaba luchando contra los Taira y desistió del ataque. Adicionalmente para este año las provisiones de alimentos estaban aumentando y superaban la hambruna que habría provocado un forzado cese al fuego. El clan Taira lo vio como una oportunidad para reiniciar el período de guerras que llevaba un intermedio de dos años de tensa calma.
Entre los meses de abril y mayo, Taira no Koremori, quien había tenido un pésimo desempeño en la batalla de Fujigawa, planeó sitiar la fortaleza de Yoshinaka en Hiuchiyama, en la norteña provincia de Echizen. La fortaleza estaba bien defendida y poseía un foso, pero un traidor dentro de la fortaleza reveló al clan Taira las debilidades de ésta. La fortaleza fue sitiada y conquistada por los Taira, pero Yoshinaka y la mayoría de sus hombres escaparon del ataque.
Para Koremori, era la oportunidad de seguir avanzando las posiciones con el objetivo de derrotar a Yoshinaka; no obstante, las fuerzas del clan Taira estaban debilitadas por la hambruna y tuvieron que reclutar a guerreros locales, sumando alrededor de 40 000 hombres. Para Yoshinaka, era hora de superar el liderazgo de su primo sobre el clan Minamoto, y decidió enfrentarlo acompañado por su tío Minamoto no Yukiie, su consorte Tomoe Gozen quien fue una de las onna-musha (mujeres guerreras que luchaban a la par de los samurái) más conocidas de la historia japonesa y el shitennō, quienes eran los cuatro sirvientes más fieles de Yoshinaka: Imai Kanehira, Higuchi Kanemitsu, Tate Chikatada y Nenoi Yukichika.
La batalla sería en el Paso de Kurikara, cerca de Tonamiyama, en la provincia de Etchū, el 2 de junio. Este paso montañoso conectaba el oeste de la isla de Honshu con el este. Los Taira se habían dividido en dos flancos, uno que tomaría el paso y otro que entraría a la provincia desde el sur. Yoshinaka plantó una gran cantidad de banderas como una estrategia para hacer creer al enemigo que los superaban en número; mientras que dividió su ejército en tres flancos: dos que detendrían el avance de los Taira y uno de retaguardia. Esta batalla fue desarrollada de manera muy formal y poética, descrita así en el Heike Monogatari. Se desarrollaron combates individuales donde mostrarían sus mejores habilidades como guerreros; esta batalla ocurrió durante la noche, ya en el amanecer el clan Taira estaba sufriendo el retroceso de sus flancos y la muerte de la mayoría de sus hombres, poco después se retirarían del combate. Esta fue la primera victoria decisiva del clan Minamoto en toda la guerra e iniciaba el cambio de rumbo en el conflicto.

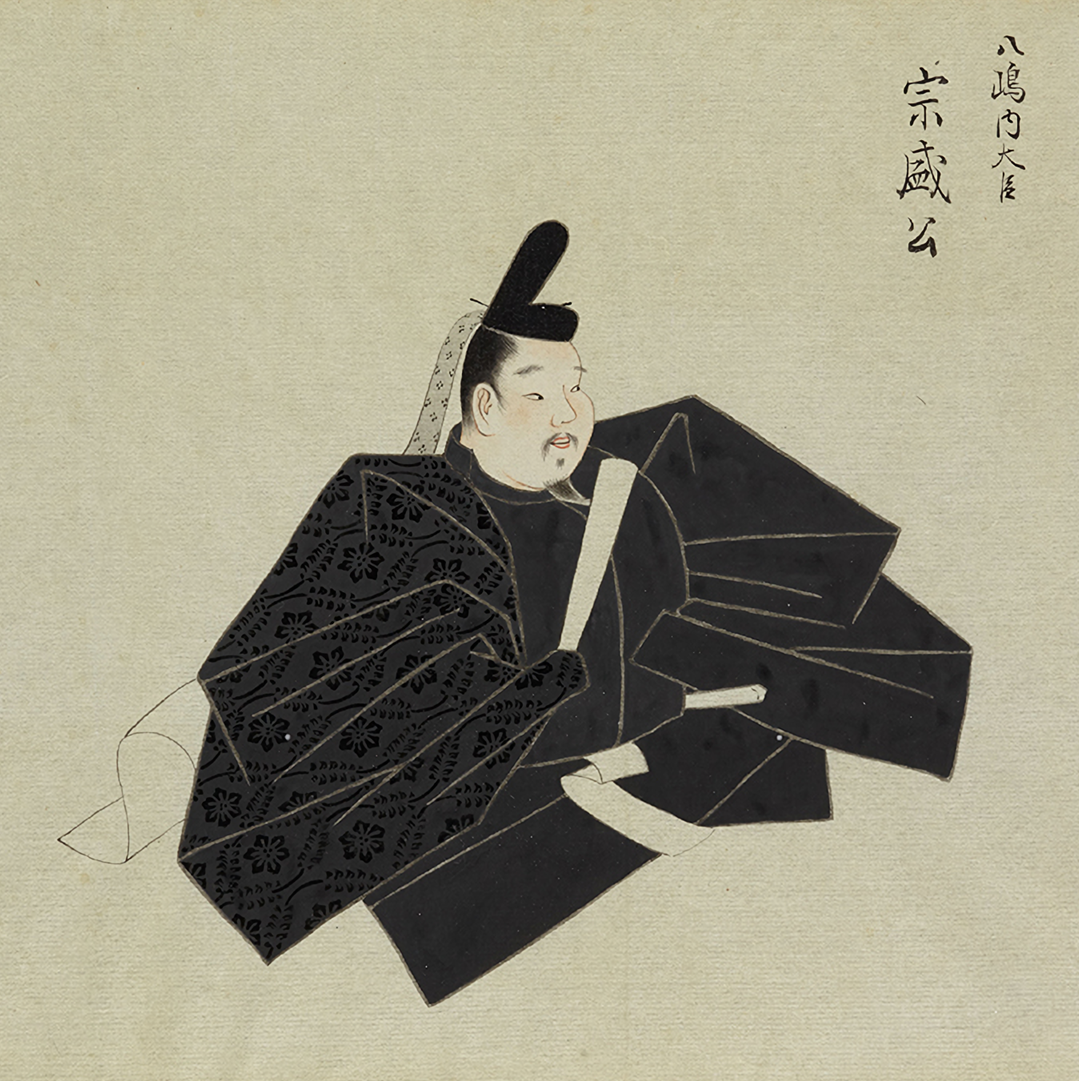
Taira no Munemori, líder del clan Taira desde la muerte de Kiyomori hasta el final de la guerra.

Aprovechando la retirada de las fuerzas de Koremori, Yoshinaka avanza a la localidad de Shinohara en la provincia de Kaga. Tuvo lugar otra batalla en donde nuevamente se presentan combates individuales entre guerreros. Fue otra victoria para Yoshinaka, quien aspiraba llegar a Kioto y tomar el control del poder político en Japón. La amenaza persistente obligó el 25 de agosto a Munemori y al Emperador Antoku a huir de Kioto en dirección a la isla de Shikoku, donde se establecerían por el resto de la guerra. Tres días después Yoshinaka escoltó al Emperador Go-Shirakawa hacia Kioto. Al poco tiempo se nombraría al Emperador Go-Toba, de tres años y hermanastro del Emperador Antoku, como el nuevo Emperador (no obstante el Enclaustrado Emperador Go-Shirakawa era el verdadero administrador); esta situación hizo que en Japón existieran dos Emperadores hasta el final de la guerra.
Aprovechando la retirada de los Taira, envió su ejército a cruzar el Mar de Seto rumbo a Yashima (actual Takamatsu), una pequeña isla al frente de la costa de la isla de Shikoku y una de las bases más importantes del clan Taira en el país. No obstante, el 17 de noviembre, los Taira emboscaron a los hombres de Yoshinaka en la isla de Mizushima, en la provincia de Bitchu, cerca de Honshu, en la primera batalla naval de las guerras; los Taira lanzaron una gran cantidad de flechas sobre los Minamoto e iniciaron un combate mano a mano; no obstante los Taira llevaban en sus barcos caballos equipados para el combate, y esto dio ventaja sobre los Minamoto que sufrieron una aplastante derrota.
Simultáneamente tuvieron lugar otras batallas: en la fortaleza de Fukuryūji, en la actual prefectura de Okayama, en donde participaron partidarios de los clanes, se sitió la fortaleza que era del clan Taira y fue tomada completamente por los Minamoto. Mientras que Yukiie comandó en Murayama, en la provincia de Harima, una contraofensiva de la batalla de Mizushima, pero la organización del clan Taira que se desplegó en cinco divisiones sólo hizo que el clan Minamoto se retirara del combate.
Para finales de 1183, el equilibrio de poder entre ambos clanes era similar, pero en el clan Minamoto la crisis interna entre Yoshinaka y Yoritomo ya estaba en su punto crítico y traería un escenario diferente en los primeros días de 1184.

### 1184

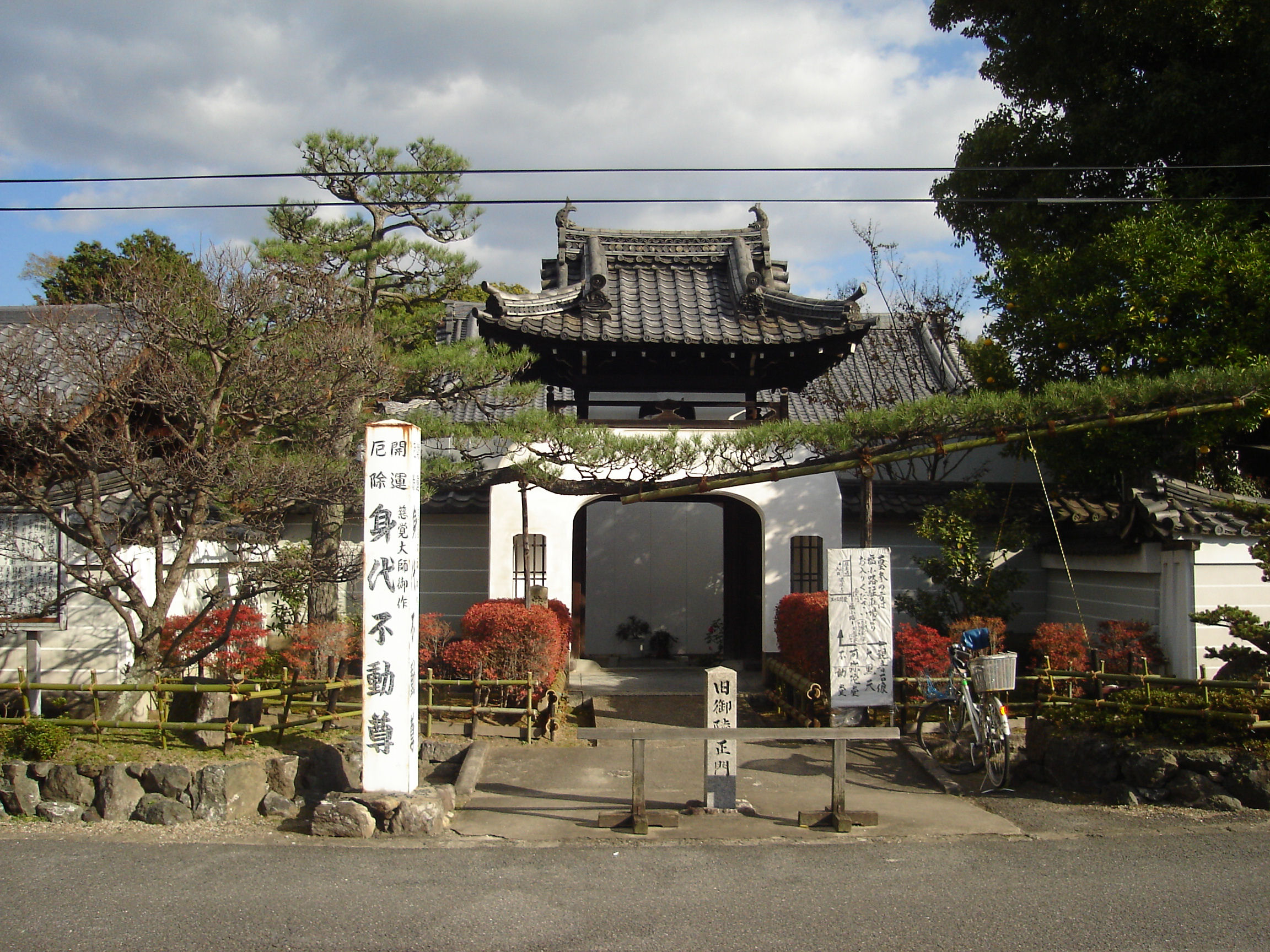
Hōjūjidono, antigua residencia del Enclaustrado Emperador Go-Shirakawa, este lugar fue incendiado en el sitio de 1184 y reconstruido posteriormente.

En las primeras semanas de 1184, Yoshinaka, que controlaba la ciudad de Kioto, estaba decidido a tomar el liderazgo del clan Minamoto, eliminando a Yoritomo, y asumir un poder más efectivo dentro de Japón. Para realizar esto planeó con Yukiie el secuestro del Enclaustrado Emperador Go-Shirakawa, quien ahora se oponía a las acciones de Yoshinaka y tenía un control de facto en los territorios dominados por los Minamoto, al norte de Kioto, y establecer sobre este un gobierno propio. Yukiie se negó rotundamente de la idea y no tuvo otra opción que traicionarlo y acudir ante el Emperador. Este reveló el plan a Yoritomo, quien estaba ya preocupado por el avance de las fuerzas de Yoshinaka en los territorios dominados por el clan y estaba decidido a intervenir y detener a su primo.
Sin embargo, Yoshinaka realizó su plan y atacó el Hōjūjidono, que era la residencia del Emperador Go-Shirakawa, incendió el palacio, y mató a quienes defendían al emperador, secuestrándolo. En el sitio combatieron nobles de la Corte Imperial, varios sōhei de los templos de Mii-dera y Enryakū-ji, y varios simpatizantes del clan Taira, pero no pudieron detener a Yoshinaka quien habiendo dominado y saqueado la ciudad forzó al Emperador a que le diera el título de sei-i taishōgun, otorgado originalmente a los comandantes militares que lucharon contra los Emishi, una antigua tribu que se negaba a la autoridad imperial japonesa a finales del siglo VIII y comienzos del siglo IX. Con esta investidura, Yoshinaka decidió salir de Kioto, llevándose al Emperador como rehén. Sin embargo las fuerzas de Yorimoto estaban esperándolos; junto con él estaba su tío Yukiie, y sus dos hermanos perdidos: Yoshitsune y Noriyori.

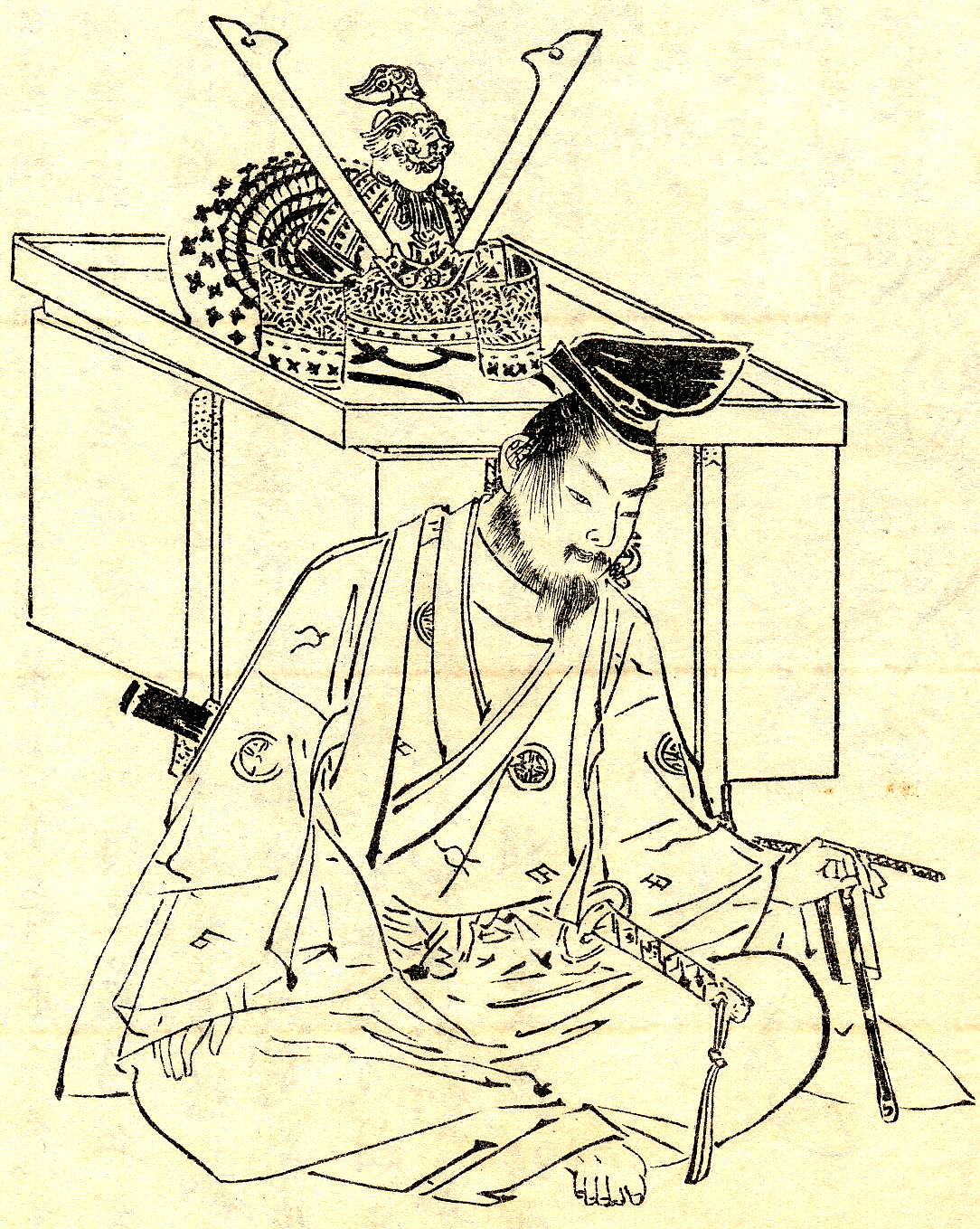
La aparición repentina de Minamoto no Yoshitsune en 1184 dio sucesivas victorias al clan Minamoto hasta el final de la guerra y fue uno de los personajes decisivos en esta etapa.

Yoshitsune, quien volvió del exilio, cruzaría el río Uji y batallaría contra Yoshinaka el 19 de febrero. Fue la segunda batalla que se realizaría en Uji, en esta ocasión entre las dos facciones del clan Minamoto que lucharían por el liderazgo. Las habilidades estratégicas de Yoshitsune, aprendidas según la tradición por los tengu, unos dioses menores que tenían habilidades de combate y estrategia; detendrían a Yoshinaka y obligaría la retirada de este a la localidad de Awazu, en la provincia de Omi, donde el 21 de febrero se tendría otra batalla entre Yoshinaka y Yoshitsune. Dado que la facción de Yoshitsune los superaba en número, Yoshinaka falleció en el combate, y casi todos sus miembros fueron asesinados o cometieron seppuku. No estuvo claro el final de Tomoe Gozen, que estuvo en ese combate, ya que algunas fuentes declaran que murió a lado de Yoshinaka, mientras que otras cuentan que sobrevivió, convirtiéndose en monja.

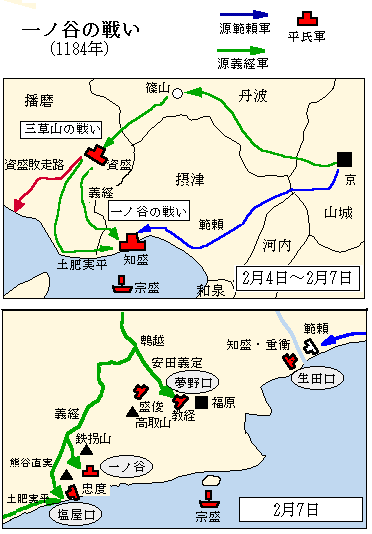
Desarrollo de la batalla de Ichi-no-Tani.
Arriba: El clan Minamoto se divide en dos fuerzas, Yoshitsune (en verde) y Noriyori (en azul); Yoshitsune batalla con un contingente Taira antes de dividirse y rodear Ichi-no-Tani en tres días (al centro).
Abajo: Ampliación del complejo de Ichi-no-Tani, hay varios contingentes del clan Taira (en rojo) defendiendo varias posiciones; la fortaleza principal es la segunda a la izquierda.

Con la muerte de Yoshinaka, Yoritomo tenía asegurado el control del clan y el apoyo del Enclaustrado Emperador Go-Shirakawa, quien ordenó la expulsión del poder del clan Taira; en cambio los Taira se habían establecido en las costas del Mar de Seto, baluarte histórico del clan. Los Taira recibieron una gran cantidad de misivas de parte del Emperador Go-Shirakawa para acceder a una tregua si se rendían al séptimo día del segundo mes (calendario lunisolar); pero era una farsa ya que tanto el Emperador como el clan Minamoto no tenían intenciones de esperar, y sólo tenían como objetivo de distraer a los líderes del clan Taira y obtener la Regalía: los Tres Tesoros Imperiales que fueron tomados cuando el Emperador Antoku huyó de Kioto.
El clan Minamoto dispuso atacar las bases del Mar de Seto, primero en la fortaleza de Ichi-no-Tani, al oeste de la ciudad de Kōbe. La fortaleza se encontraba en las orillas del mar, pero poseía una defensa impenetrable y era difícil hacer un ataque directo; además este lugar era punto de partida de los Taira para tratar de reconquistar Kioto. En esta emboscada Yoshitsune y Noriyori encabezarían una fuerza de alrededor de tres mil hombres. Yoshitsune aplicó una estrategia que dividía el ejército en tres partes: una que vendría por el este, por el Templo Ikuta; un segundo grupo -una pequeña caballería- que vendría por el norte, terreno montañoso; y un tercer grupo por el oeste.
A una determinada hora los tres grupos comenzaron a acercarse a la fortaleza encasillándolos; en la fortaleza había alrededor de cinco mil personas lideradas por Taira no Tadanori, hermano de Kiyomori y Taira no Shigehira, hijo de Kiyomori. El ataque sorpresa hizo que la mayoría de los Taira huyeran en barcos en dirección a la isla de Yashima, no obstante Tadanori murió en el ataque y Shigehira fue capturado y enviado ante los monjes del templo de Tōdai-ji, el templo que Shigehira mandó a quemar en 1180, y fue decapitado por los monjes. Ichi-no-tani fue escenario de combates individuales, en donde el sōhei Benkei, servidor y mejor amigo de Yoshitsune combatió en el sitio. También fue escenario de la muerte de Taira no Atsumori, un joven de dieciséis años que combatió individualmente y fue inmortalizado en diversos dramas y obras populares.
Noriyori decidió seguir a los barcos del clan Taira que huían y en la isla de Kojima se desencadenó otra batalla donde nuevamente el clan Minamoto obtiene la victoria. En ese momento ya el clan Taira estaba a punto de ser derrotado totalmente, cuando Yoritomo ordena a Noriyori y a Yoshitsune que regresaran a Kioto para reorganizarse. En octubre, Yoritomo ordenó a su hermano Noriyori que protegiera la región de Chūgoku y poco después llegó a la isla de Kyushu al extremo oeste, donde estuvo por varios meses. No tuvo presencia en las batallas de 1185.

### 1185

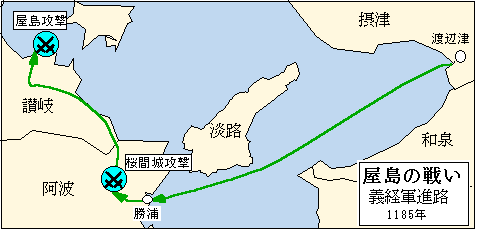
Avance de Yoshitsune en la batalla de Yashima. Partió desde Honshu (a la derecha) y se movilizó a través del Mar de Seto llegando a la isla de Shikoku, teniendo una serie de combates hasta llegar a Yashima (extrema izquierda).

Para 1185, el clan Taira se había relegado a la isla de Shikoku y a localidades aledañas al Mar de Seto, ya que tenían una mejor fuerza naval que el clan Minamoto, que a pesar de tener controlado gran parte del país, aún no habían alcanzado a la base central de los Taira, en la pequeña isla de Yashima, donde estaba el Emperador Antoku, la Regalía Imperial y el líder del clan, Taira no Munemori.
Tras varios meses de una tensa calma, el clan Minamoto elaboró una estrategia para asaltar Yashima; el encargado de la misión era Yoshitsune, que había tenido éxito en las batallas del año anterior y estaba en Kioto como encargado de mantener el orden en los territorios controlados por los Minamoto. Se movilizó el 22 de marzo en varios barcos con una fuerza reducida de más de 100 hombres, desde Kioto, y atravesó el mar de Seto rumbo al este de la isla de Shikoku. A pesar de que una tormenta estaba impidiendo el avance de los barcos, Yoshitsune decidió avanzar aún con la oposición de sus hombres. Esto conllevó que muchos de sus barcos se perdieran, pero lograron llegar a Shikoku, y decidieron avanzar a pie hasta Yashima.

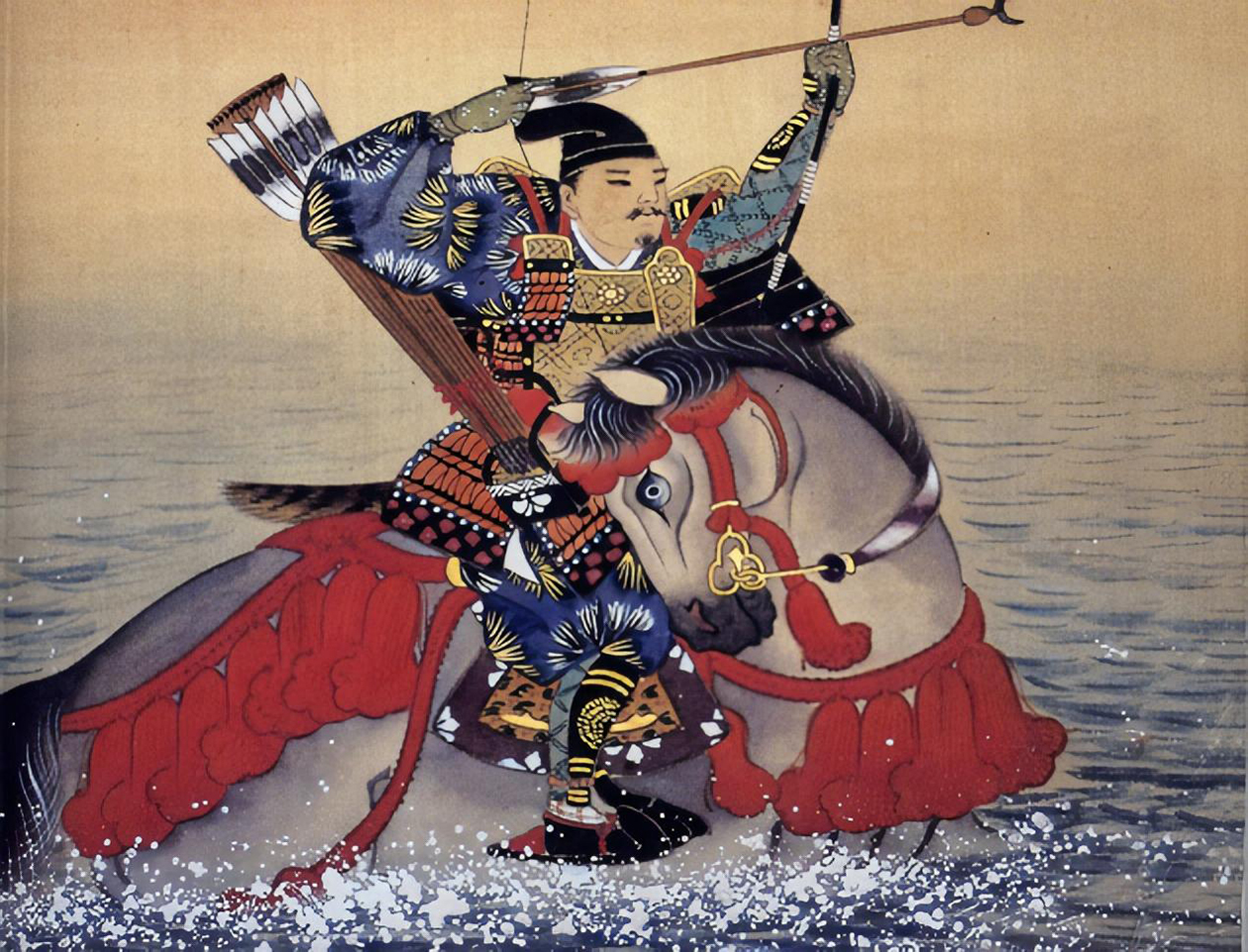
El duelo de Nasu no Yoichi contra el clan Taira ha sido representado en muchas obras. Manuscrito en el Museo Watanabe, Tottori.

Al llegar a la fortaleza, Yoshitsune aplicó una estrategia para engañar a los Taira, levantando hogueras en la costa y aparentando un mayor número de hombres, mientras una fuerza expedicionaria estaba movilizándose desde tierra, ya que el clan Taira esperaba una batalla naval. Este movimiento tomó por sorpresa a los Taira, cuya fortaleza fue incendiada. Los miembros del clan Taira no tuvieron más remedio que huir de su base junto con el Emperador Antoku y la Regalía Imperial. No obstante, los Taira se dieron cuenta de que el ejército de Yoshitsune era muy reducido, y retaron a los Minamoto a un duelo disparando un abanico sobre la cima de un mástil de uno de los barcos. Nasu no Yoichi, un arquero del clan Minamoto que se encontraba montado en su caballo en el canal, logró acertar el abanico usando sólo una flecha, dando una señal de victoria de parte de los Minamoto. El clan Taira, al haber perdido su base central, decidió movilizar y concentrar todos sus miembros al extremo oeste del país, en el estrecho de Shimonoseki, entre las islas de Honshu y Kyushu.

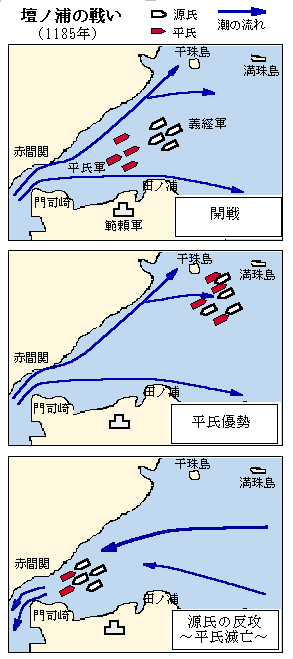
Progreso de la batalla de Dan-no-ura. Los barcos del clan Taira (en rojo), estaban esperando los barcos comandados por Minamoto no Yoshitsune (en blanco) cerca del estrecho de Shimonoseki, entre Honshu (arriba) y Kyushu (abajo). Adicionalmente había un respaldo del clan Minamoto en Kyushu comandado por Noriyori.
Arriba: Posición de los dos frentes al comienzo de la batalla.
Centro: El flujo de la marea, que iba en dirección este (en color azul) estaba favoreciendo al clan Taira, y estaba comprometiendo a Yoshitsune a un retroceso de sus fuerzas.
Abajo: A medida que pasaban las horas, el flujo de la marea cambió en la dirección oeste y fue aprovechado por Yoshitsune, replegando a los Taira hacia el estrecho y derrotándolos de manera definitiva.

Yoshitsune persiguió desde Yashima a los miembros del clan Taira que habían huido en varios barcos; así Yoshitsune se reabasteció a medida que avanzaba al oeste, ya que el clan Taira se encontraba acorralado y los Taira eran conscientes de que la única forma de poderse recuperar sus derrotas era venciendo a Yoshitsune, aunque fuera con un movimiento suicida. Munemori, líder del clan Taira, iba a comandar la batalla, teniendo alrededor de 850 barcos; en cambio Yoshitsune disponía de unas 500 naves; Noriyori, desde Kyushu, iba a comandar las fuerzas del clan Minamoto en tierra, pero prácticamente la batalla se desarrollaría en el mar, con el nombre de batalla de Dan-no-ura.
En esta batalla en clan Taira tomó ventaja en sus capacidades estratégicas, ya que aprovechó el flujo de mareas en el lugar que iba a su favor, tratando de acorralar a las naves de Yoshitsune y remataron con el uso de flechas de largo alcance. Poco después se plantearían combates individuales con flechas y espadas entre ambos bandos; el clan Taira estaba haciendo retroceder las fuerzas de Yoshitsune. Sin embargo, la duración del combate fue larga, y con el pasar de las horas, el flujo de la marea comenzó a revertir, en contra del clan Taira. Ese fue el momento en que el clan Minamoto tomó ventaja de la situación. Con el retroceso de las naves del clan Taira, hubo otro elemento a favor de Yoshitsune: Taguchi Shigeyoshi, un vasallo del clan Taira, traicionó a su grupo y le reveló a Yoshitsune el barco donde se encontraba el Emperador Antoku y la Regalía Imperial.
Yoshitsune centró sus ataques en dicho barco, donde todos los que lo ocupaban prefirieron cometer el seppuku antes que de morir a manos del clan Minamoto. En esta escaramuza también el Emperador Antoku y su abuela, que era la viuda de Taira no Kiyomori, decidieron suicidarse llevándose consigo la Regalía Imperial al mar. No obstante las joyas fueron tomadas antes de ser lanzadas, y el espejo, que sí consiguieron arrojar, se recuperó poco después; la espada fue el único objeto de la Regalía que se perdió. La derrota del clan Taira fue decisiva ya que casi la totalidad de sus miembros murieron en la batalla, y los que fueron capturados fueron ejecutados poco después en Kioto, entre ellos Taira no Munemori. Con esta acción finalizaron las encarnizadas Guerras Genpei, que se habían librado de forma ininterrumpida desde hacía cinco años.

## Consecuencias
La consecuencia directa de estas batallas fue la desaparición del clan Taira en la historia japonesa, ya que la totalidad de sus miembros habían fallecido en el combate. Para el clan Minamoto este hecho representó el dominio total de Japón. Para Yoritomo, como líder del clan, sería el comienzo de una reestructuración del gobierno y la política japonesa en donde el samurái dejaría de ser una clase inferior y se erigiría como la clase social dominante en el país hasta mediados del siglo XIX.
La fundación del shogunato Kamakura por Yoritomo en 1192 sería el punto de inicio del dominio del samurái en Japón, ya que, contrario al control del clan Taira dentro de la Corte Imperial, el shogunato o bakufu se erige como un órgano político independiente de la Corte Imperial y con un mayor poder político que este, relegando al Emperador de Japón como un dirigente ceremonial y religioso, mientras que el shōgun quien recaería en las manos de Yoritomo, transformó el título que poseía a un carácter de gobernante político y gubernamental, además de ser un líder militar.
Aun así para que Yoritomo pudiera obtener este poder necesitó dominar y reprimir a todos los miembros dentro del escenario político en Japón, inclusive contra su propio clan y especialmente a quienes le ayudaron a ganar la guerra. Yukiie fue decapitado en 1186 por ser acusado de traición; Yoshitsune fue perseguido y derrotado en combate, tuvo que realizar el seppuku en 1189, porque Yoritomo sentía que era una amenaza contra su liderazgo; de igual modo Noriyori fue asesinado por simpatizantes de Yoritomo en 1193.
A pesar de que Yoritomo se erigió como shōgun, el poder del clan Minamoto en la política japonesa desapareció con su muerte en 1199. Hōjō Tokimasa, líder del clan Hōjō y suegro de Yoritomo, había sido un aliado durante las Guerras Genpei. Con el fin de la guerra y el inicio del shogunato fue asignado sirviente de Yoritomo, pero con la muerte de este controló los destinos de los dos shōgun siguientes: Minamoto no Yoriie y Minamoto no Sanetomo, hijos de Yoritomo y nietos de Tokimasa; quienes sólo fungieron como gobernantes títeres. El asesinato de Sanetomo en 1219 sin dejar herederos, trajo como consecuencia el final del clan Minamoto y una usurpación total del poder. Sin embargo, la presencia del shogunato Kamakura, dominado esta vez por los Hōjō, duraría hasta 1333; y esta forma de gobierno dominado por los samurái sería legado en dos shogunatos posteriores: el shogunato Ashikaga, dominado por el clan Ashikaga y el shogunato Tokugawa, dominado por el clan Tokugawa.

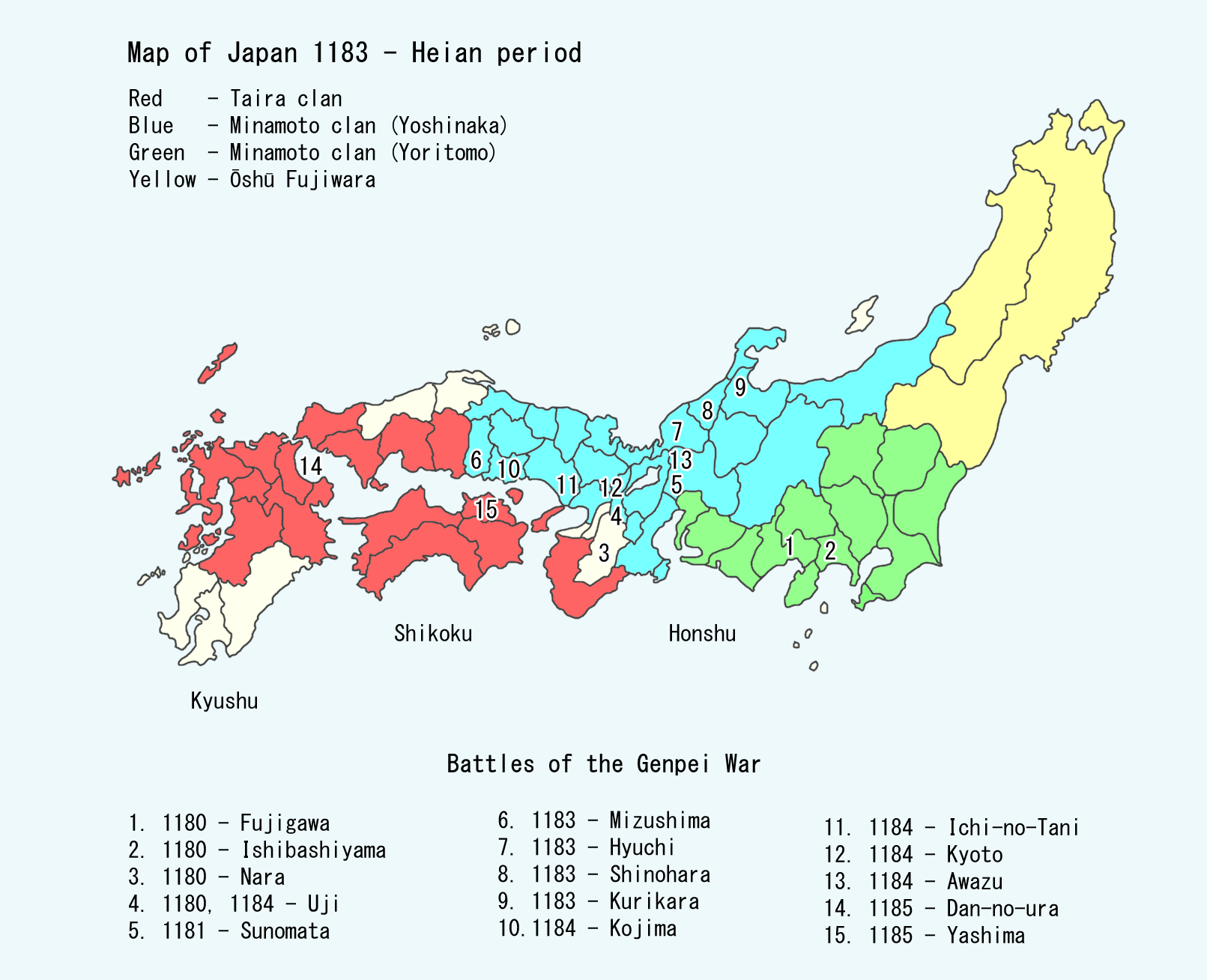
Mapa de las batallas importantes en las Guerras Genpei.

## Protagonistas de la guerra

### Clan Minamoto

Pintura de Minamoto no Yoritomo. Obtuvo el liderazgo del clan Minamoto después de la muerte de Minamoto no Yorimasa en 1180 y con el término de las guerras Genpei se consolidó como fundador y primer shōgun del shogunato Kamakura, el primer gobierno militar establecido por los samurái en Japón.

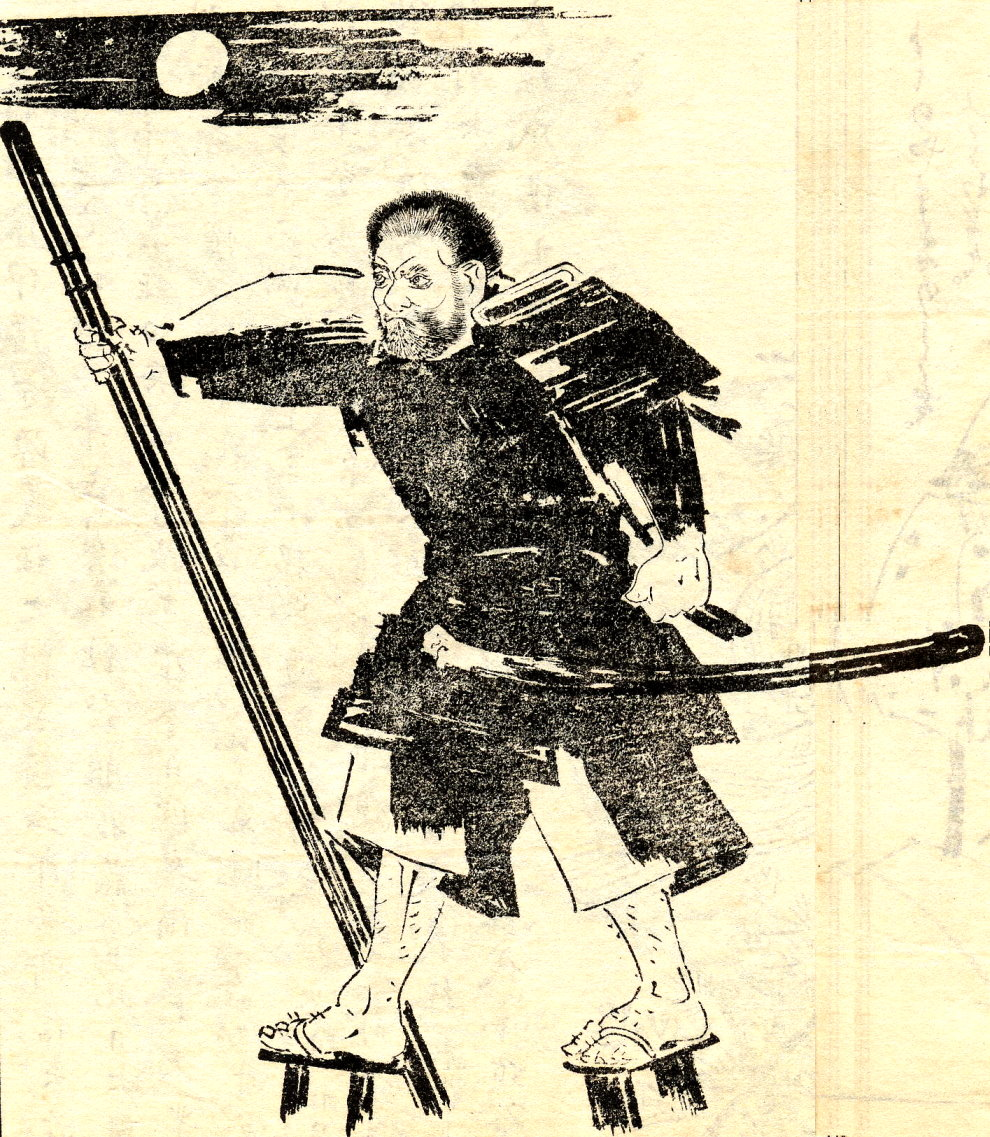
Dibujo de Benkei, hecho por Kikuchi Yōsai. La participación de los sōhei (monjes guerreros) en ambos bandos fue decisiva en varias batallas.

Fue uno de los cuatro clanes más importantes que dominaron en la política japonesa durante la era Heian. Fueron diezmados por el clan Taira en la Rebelión Heiji de 1160. Minamoto no Yoshimoto fue el líder del clan en ese momento; hasta su derrota a manos de Taira no Kiyomori, dos de sus hijos fueron asesinados y Minamoto no Yoritomo fue exiliado. Con la declaración de guerra del Príncipe Mochihito y Minamoto no Yorimasa en 1180, el clan se reunificó y comenzó a obtener poder nuevamente. En la guerra, el clan Minamoto derrotó al clan Taira y obtuvo el control de todo el país.
Miembros del clan
- Minamoto no Noriyori (源範頼?): general y hermano menor de Yoritomo.
- Minamoto no Yorimasa (源頼政?): líder del clan a comienzo de la guerra (1180).
- Minamoto no Yoritomo (源頼朝?): líder del clan desde la muerte de Yorimasa (1180-1199).
- Minamoto no Yoshinaka (源義仲?): primo de Yoritomo, fue asesinado por rebelarse durante la guerra.
- Minamoto no Yoshitsune (源義経?): hermano menor de Yoritomo y general jefe del clan.
- Minamoto no Yukiie (源行家?): general y tío de Yoritomo.

Aliados y vasallos
- Emperador Go-Shirakawa (後白河 Go-Shirakawa Tennō?): Emperador retirado.
- Príncipe Mochihito (以仁王 Mochihito-ō?): Príncipe Imperial, enviado del Emperador Go-Shirakawa e hizo el llamado de guerra.
- Benkei (弁慶?): sōhei (monje guerrero), vasallo y amigo de Yoshitsune.
- Hōjō Tokimasa (北條時政?): suegro de Yoritomo y líder del clan Hōjō, clan aliado a los Minamoto.
- Kajiwara Kagetoki (梶原景時?): aliado de Yoshitsune, pero era un espía de Yoritomo.
- Kumagai Naozane (熊谷直実?): vasallo de Yoritomo.
- Sasaki Moritsuna (佐々木盛綱?): vasallo de Noriyori que comandó el asalto de la batalla de Kojima.
- Taguchi Shigeyoshi (田口重能?): general del clan Taira que se alió con los Minamoto durante la batalla de Dan-no-ura y asegurando la victoria de este.
- Nasu no Yoichi (那須与一?): arquero conocido en la batalla de Yashima.
- Yada Yoshiyasu (矢田義康?): vasallo de Yoshinaka y comandante de la batalla de Mizhushima.
- Los sōhei de Mii-dera y otros templos. Tres de ellos son mencionados particularmente en el Heike Monogatari en la primera batalla de Uji:
  - Ichirai Hoshi (一来法師?): peleó junto con Jomyo Meishu.
  - Gochin no Tajima (ごちん忽?): rechazó las flechas con su naginata sobre el puente del río Uji.
  - Tsutsui Jomyo Meishu (筒井浄妙めいしゅ?): según la leyenda tenía alrededor de sesenta flechas en su cuerpo y seguía luchando.
- Los sirvientes y partisanos de Minamoto no Yoshinaka:
  - Imai Kanehira (今井兼平?): se unió con Yoshinaka en su escape a Seta.
  - Tomoe Gozen (巴御前?): concubina de Yoshinaka y comandante de uno de los ejércitos.

### Clan Taira

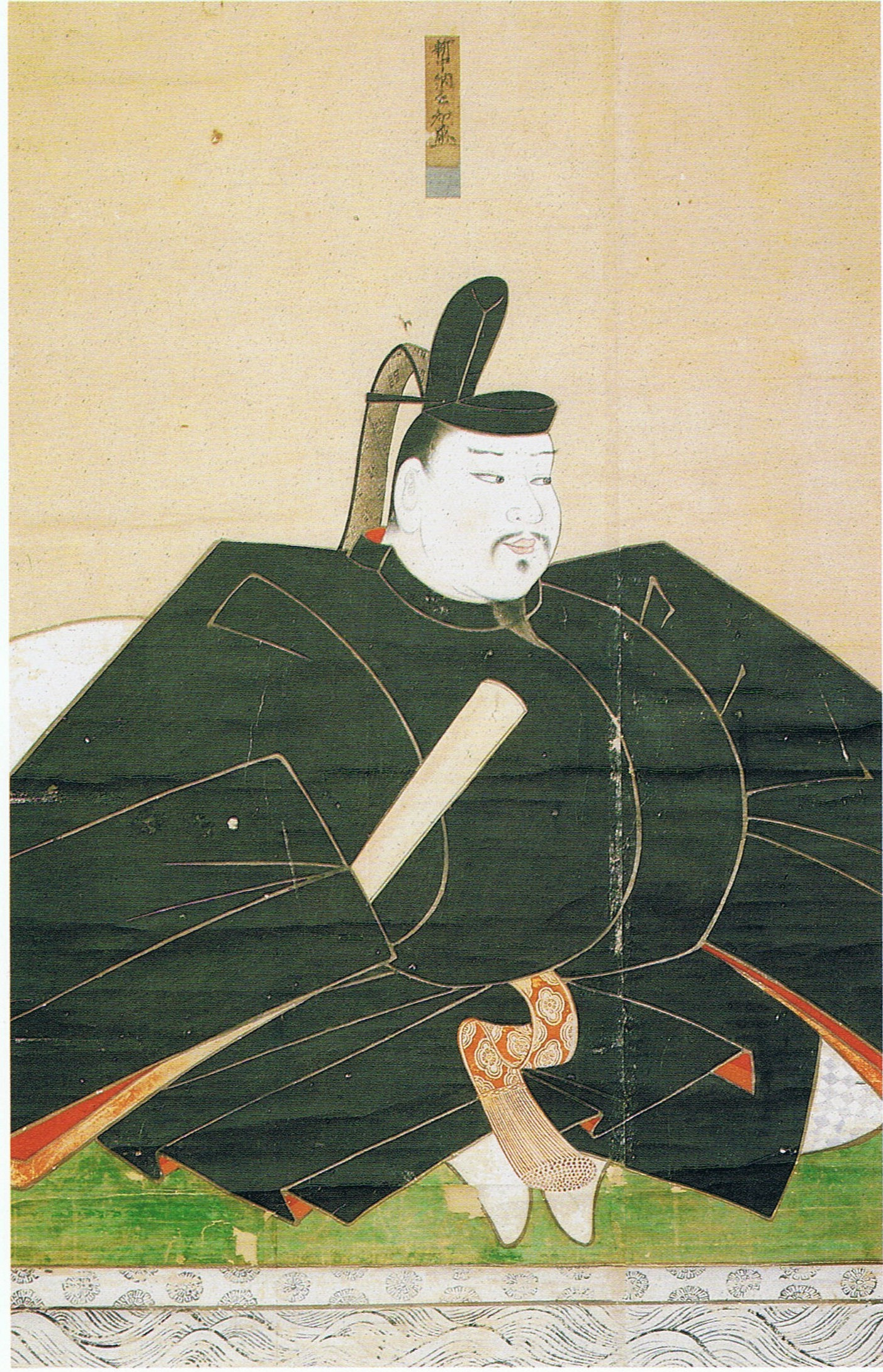
Taira no Tomomori

Este clan también fue uno de los cuatro clanes más importantes que dominaron la política japonesa durante la era Heian. Con la destrucción casi total del rival clan Minamoto en la rebelión Heiji de 1160, Taira no Kiyomori, líder del clan, inició la guerra en su cenit de poder. Al final de la guerra, sin embargo, se produjo la destrucción del clan Taira.
Miembros del clan
- Emperador Antoku (安徳天皇 Antoku Tennō?): Emperador de Japón (1180-1185) y nieto de Kiyomori.
- Taira no Atsumori (平敦盛?): Joven samurái que fue asesinado por Kumagai Naozane y cuya muerte fue relatada en el Heike Monogatari.
- Taira no Kiyomori (平清盛?): líder del clan a comienzos de la guerra (1153-1181).
- Taira no Koremori (平維盛?): nieto de Kiyomori.
- Taira no Munemori (平宗盛?): hijo y sucesor de Kiyomori, líder del clan durante gran parte de la guerra (1181-1185).
- Taira no Noritsune (平教経?): comandante en la batalla de Mizushima.
- Taira no Shigehira (平重衡?): general e hijo de Kiyomori.
- Taira no Tadanori (平忠度?): general y hermano de Kiyomori.
- Taira no Tokiko (平時子?): esposa de Kiyomori, se suicidó en la batalla de Dan-no-ura.
- Taira no Tomomori (平知盛?): general e hijo de Kiyomori.
- Taira no Yukimori (平行盛?): general y comandante en la batalla de Kojima.

Aliados y vasallos
- Ōba Kagechika  (大庭景親?): vasallo de los Taira.
- Saitō Sanemori (斎藤実盛?): antiguo vasallo de Minamoto no Yoshitomo y se convirtió en vasallo de Taira no Munemori.
- Seno Kaneyasu (妹尾兼康?): vasallo que comandó el sitio de Fukuryūji.
- Taguchi Shigeyoshi (田口重能?): general del clan Taira que traicionó a su clan y se pasó al bando del clan Minamoto en la batalla de Dan-no-ura.
- Los sōhei del Enryaku-ji, al menos en teoría, debido a su rivalidad con los monjes de Mii-dera, que eran aliados del clan Minamoto.

## Impacto cultural
El efecto de las guerras dentro de la cultura japonesa es bastante amplio. La obra literaria del siglo XIV Heike Monogatari, una compilación épica de la guerra recitada por monjes viajeros, resulta ser la fuente principal de los sucesos y es considerada una obra clásica dentro de la literatura japonesa medieval. A partir de esta obra se han hecho adaptaciones en pinturas, grabados y dramas teatrales en el nō, bunraku y kabuki.
Otra obra que relata el conflicto es el Azuma Kagami, una crónica del shogunato Kamakura compilado en 1266 y que narra los hechos ocurridos entre 1180 y 1216.
En la época actual se han producido películas, videojuegos, anime y manga relatados con este período o los personajes de la época.

### En español
- Anónimo (2005). Heike Monogatari. Introducción, traducción al español y notas de Carlos Rubio López de la Llave y Rumi Tami Moratalla. Versión directa del original. Editorial Gredos: Madrid, 3.ª edición. ISBN 84-249-2787-7
- Club Manga Igualada. Curso de Historia de Japón. Capítulo 8 - Las Guerras Gempei. Versión en PDF. Bibliografía.

### En japonés clásico
- Anónimo (1933). Heike Monogatari(fuente primaria). Tokio: Hobunkan.

### En japonés moderno
- Anónimo. Azuma Kagami (fuente primaria). La versión original fue escrita en una variación japonesa del chino clásico, esta versión está en japonés moderno.
- 森本 繁 『源平 海の合戦 史実と伝承を紀行する』 （新人物往来社、2005年） ISBN 4-404-03233-1
- 菱沼一憲 『源義経の合戦と戦略 その伝説と実像』 （角川選書、2005年） ISBN 4-04-703374-X

### En inglés
- Gaskin, Carol, y Vince Hawkins (1990). The Ways Of The Samurai. New York: Barnes & Noble Books.
- Sansom, George (1958). A History of Japan to 1334. Stanford, California: Stanford University Press.
- Turnbull, Stephen (2000). The Samurai Sourcebook. Cassel. Londres. ISBN 1-85409-523-4
- Turnbull, Stephen (2003). Japanese Warrior Monks AD 949-1603. Oxford: Osprey Publishing.

### En francés
- Kure, Mitsuo (2004). Samouraïs. Traducido por Carine Chichereau. Philippe Piquier. Francia. ISBN 2-87730-662-3

### En alemán
- Albery, Nobuko (1985). The House of Kanze. Zeami Holding Inc. ISBN 3-426-19204-7
- Richard Storry, Werner Forman (1978). The Way of Samurai. Orbish Publishing. ISBN 3-7611-0683-1
- Schwentker, Wolfgang. Die Samurai. CH Beck, Múnich, ISBN 3-406-47988-X